# Gabbia (allevamento)

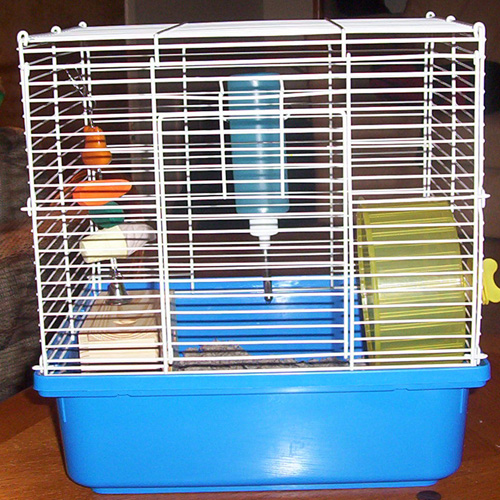
Gabbia per cricetini

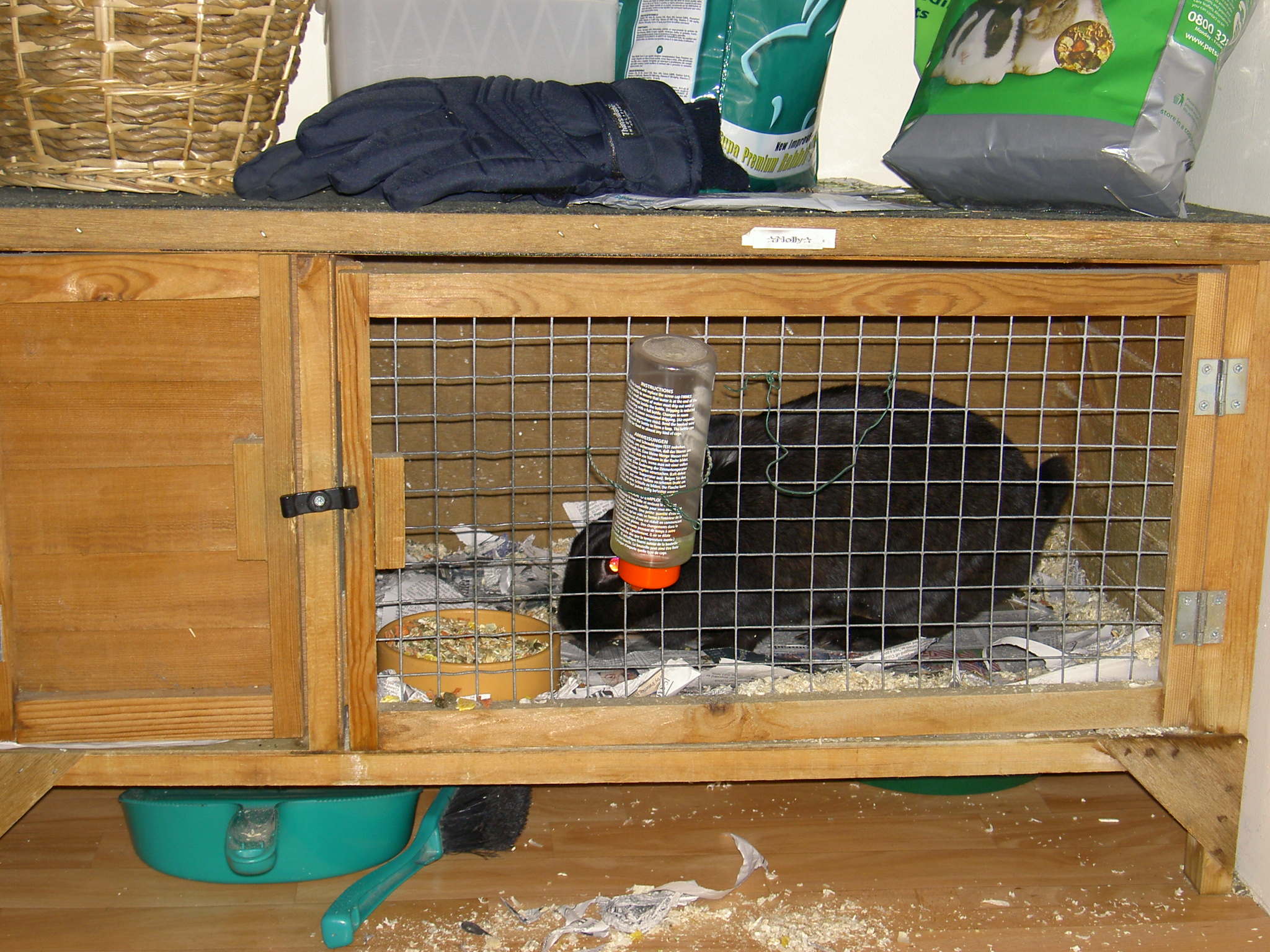
Gabbia per conigli

La gabbia è un oggetto, spesso di metallo o di legno limitante parzialmente o totalmente la libertà di animali in generale.
Le dimensioni, i materiali e gli accessori all'interno della gabbia dipendono dal numero e dal tipo di animali che si trovano in essa.

## Classificazione per dimensioni

### Gabbie trasportabili
Nel caso di animali di piccole dimensioni, quali sono gli animali domestici (per esempio gatti, cani, parrocchetti, canarini, conigli, o criceti) le gabbie possono essere trasportabili, quindi dotate di maniglia per il trasporto e di dimensioni contenute. Questi tipi di gabbie possono essere utilizzate per il trasporto degli animali durante i viaggi in aereo, per i quali è in genere necessario che le dimensioni della gabbia e il peso complessivo della gabbia e dell'animale non superino determinati valori limite.

#### Accessori

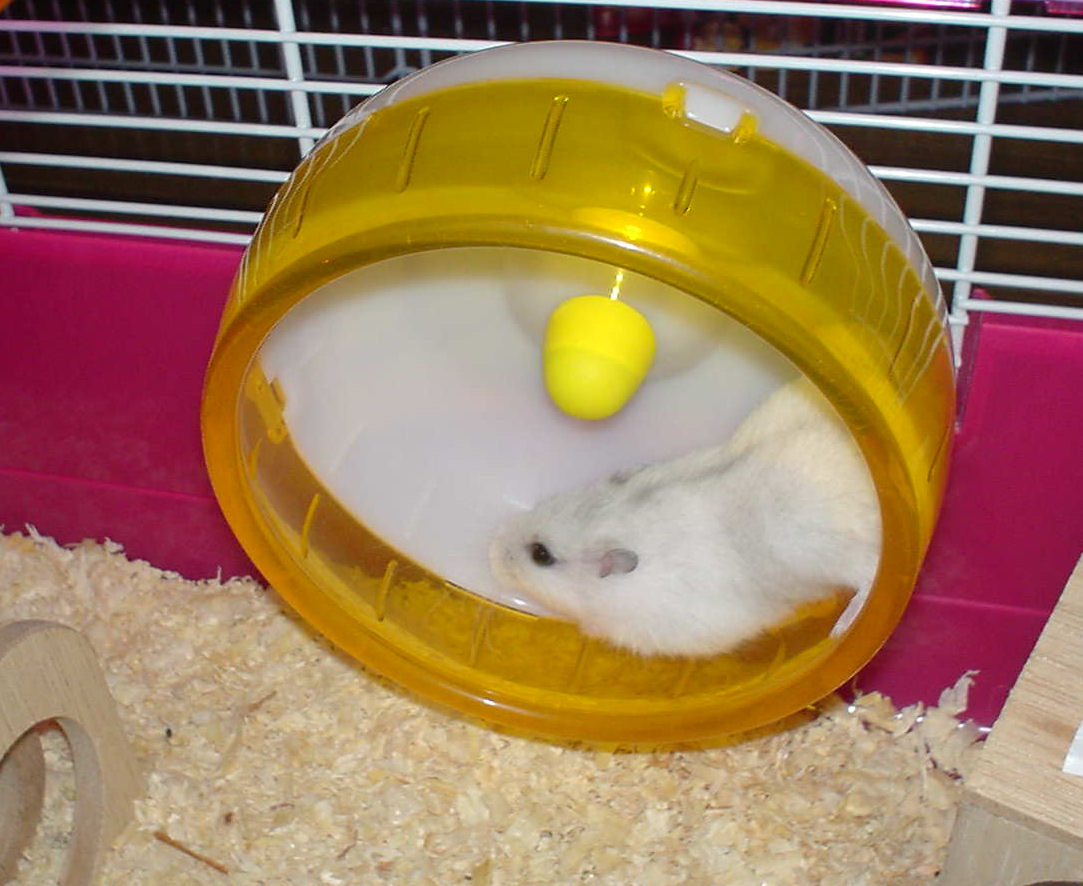
Ruota per criceti

Le gabbie devono prevedere al loro interno degli accessori che permettano all'animale di espletare le proprie funzioni vitali, ovvero: mangiare, bere, dormire, nidificare, ecc. Altri accessori invece hanno fini estetici o ludici. Alcuni tipi di accessori sono:
- mangiatoia: contenente il cibo
- beverino: composto da un piccolo serbatoio contenente acqua per dissetare l'animale
- lettiera: per raccogliere gli escrementi degli animali
- nido: per allevare i cuccioli
- ruota (per i criceti, i topi e i gerbilli)
- altalene (per i volatili)

### Gabbie fisse

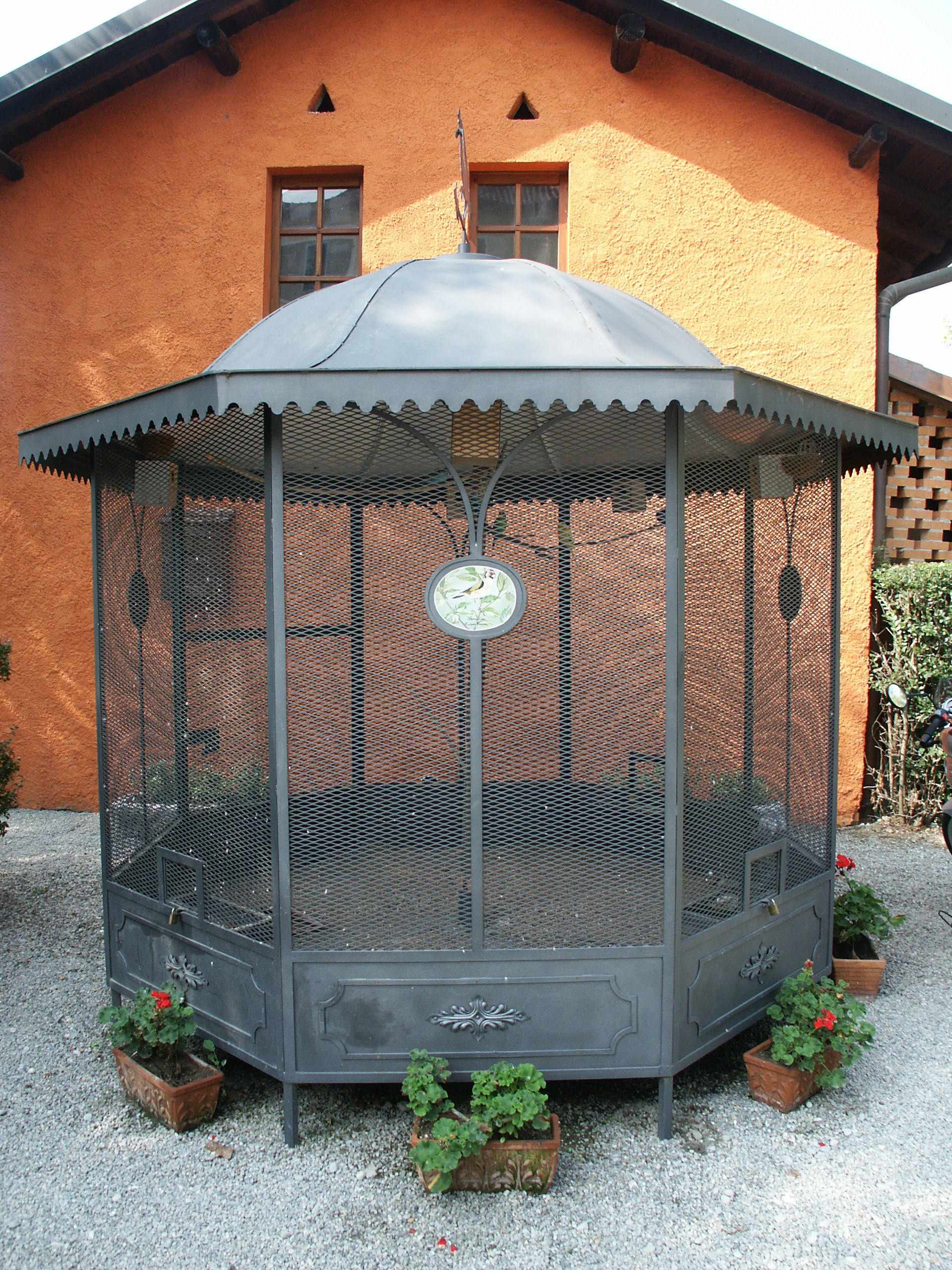
Una voliera

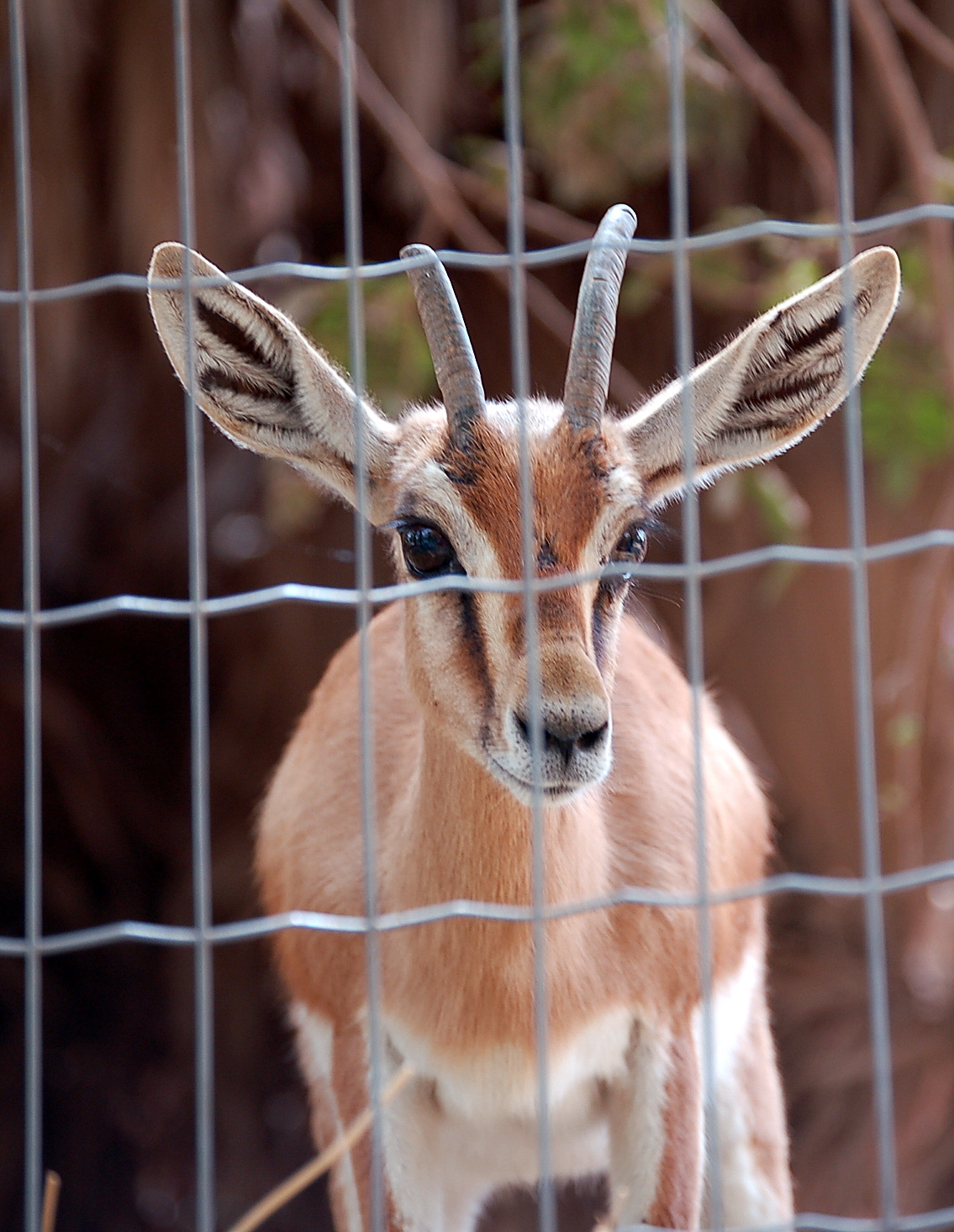
Una gazzella all'interno di una gabbia in uno zoo.

Con il nome di "gabbia" vengono anche designate delle strutture fisse, di dimensioni decisamente maggiori delle precedenti, ad esempio quelle utilizzate negli zoo per il contenimento di grossi mammiferi (ad esempio leoni o orsi) o altri animali (o gruppi di animali) che abbiano bisogno di un ampio spazio per sopravvivere. A questo tipo di gabbie appartengono le voliere.